# Episodi di Assignment Foreign Legion
La prima e unica stagione della serie televisiva Assignment Foreign Legion è andata in onda nel Regno Unito dal 21 settembre 1956 al 15 marzo 1957 sulla Associated TeleVision.
| nº | Titolo originale                  | Prima TV UK       |
| -- | --------------------------------- | ----------------- |
| 1  | The Stripes of Sergeant Schweiger | 21 settembre 1956 |
| 2  | The Baroness                      | 28 settembre 1956 |
| 3  | The Man Who Found Freedom         | 5 ottobre 1956    |
| 4  | The Search                        | 12 ottobre 1956   |
| 5  | The Thin Line                     | 19 ottobre 1956   |
| 6  | The Glory That Was Meister        | 26 ottobre 1956   |
| 7  | The Stool Pigeon                  | 2 novembre 1956   |
| 8  | The Ghost                         | 9 novembre 1956   |
| 9  | Finger Your Neck                  | 16 novembre 1956  |
| 10 | The Outcast                       | 23 novembre 1956  |
| 11 | The Dollar a Year Man             | 30 novembre 1956  |
| 12 | The Anaya                         | 7 dicembre 1956   |
| 13 | The Sword of Truth                | 14 dicembre 1956  |
| 14 | A Matter of Honour                | 21 dicembre 1956  |
| 15 | The Debt                          | 28 dicembre 1956  |
| 16 | The White Kepi                    | 4 gennaio 1957    |
| 17 | The Testimonial of a Soldier      | 11 gennaio 1957   |
| 18 | A Pony for Joe Crazy Horse        | 18 gennaio 1957   |
| 19 | The Conquering Hero               | 25 gennaio 1957   |
| 20 | As We Forgive                     | 1º febbraio 1957  |
| 21 | The Richest Man in the Legion     | 8 febbraio 1957   |
| 22 | The Deserter                      | 15 febbraio 1957  |
| 23 | The Coward                        | 22 febbraio 1957  |
| 24 | Mixed Blood                       | 1º marzo 1957     |
| 25 | The White Witch of Makala         | 8 marzo 1957      |
| 26 | The Volunteer                     | 15 marzo 1957     |

## The Stripes of Sergeant Schweiger
- Prima televisiva: 21 settembre 1956

### Trama
- Guest star: Anton Diffring (sergente Schweiger), Geoffrey Keen (capitano Cheminot), Karel Stepanek (tenente Voljac), Alex Gallier (capitano Haleine), John Fabian (Legionnaire Defaulter), Auric Lorand (Berber Guide)

## The Baroness
- Prima televisiva: 28 settembre 1956

### Trama
- Guest star: Tom Conway (Georges Delacroix), Laurence Payne (Etienne), Betty McDowall (Corinne), Arthur Gomez (comandante)

## The Man Who Found Freedom
- Prima televisiva: 5 ottobre 1956

### Trama
- Guest star: Lee Patterson (Ridge), Leonard Sachs (Gavin), Norah Gorsen (Marie Courville), Jacques Apollo Bolton (Papa Courville), Frederick Schiller (German Legionnaire), Patrick Westwood (Italian Legionnaire), Lionel Jeffries

## The Search
- Prima televisiva: 12 ottobre 1956

### Trama
- Guest star: Peter Arne (Andre), Vera Fusek (Anna), Michael Ripper (caporale), John Le Mesurier (Leblond), Guido Lorraine (tenente Bourdon), John Serret (Concierge)

## The Thin Line
- Prima televisiva: 19 ottobre 1956

### Trama
- Guest star: Patrick Barr, John Loder, Denis Shaw, Felix Felton, Maureen Connell, Gerik Schjelderup

## The Glory That Was Meister
- Prima televisiva: 26 ottobre 1956

### Trama
- Guest star: Alexander Gauge (Meister), Liam Redmond (ispettore Simkins), Charles Lloyd Pack (Huggins), Philip Lennard (sergente Malraux), Brian O'Higgins (O'Casey), April Olrich (Lucette)

## The Stool Pigeon
- Prima televisiva: 2 novembre 1956

### Trama
- Guest star: Donald Houston (Zub Rowski), Maurice Kaufmann (Max Brecker), Robert Arden (Bill Ainsworth), Larry Cross (Larry), John G. Heller (Ratenbild), Terence O'Regan (segretario/a di Murphy)

## The Ghost
- Prima televisiva: 9 novembre 1956

### Trama
- Guest star: William Russell (Gerry Brooke), Clifford Evans (John Warwick), Paula Byrne (Jane Warwick), Peter Allenby (Clyde Warman), Keith Pyott (comandante)

## Finger Your Neck
- Prima televisiva: 16 novembre 1956

### Trama
- Guest star: William Sylvester (Tony), Norman Rossington (Manetti), Conrad Phillips (Dullin)

## The Outcast
- Prima televisiva: 23 novembre 1956

### Trama
- Guest star: Michael Gough (Andre La Palme), Rosalie Crutchley (Lucette), Patrick Allen (caporale Schultz), Eric Pohlmann (Thibault), Edward Ashley (Jean), Carl Jaffe (Von Hoffe), André Mikhelson (colonnello Juin), Lance Comfort

## The Dollar a Year Man
- Prima televisiva: 30 novembre 1956

### Trama
- Guest star: Anton Diffring (Franz Mayer), Bill Fraser (Monsieur Daudet), Leslie Nunnerley (Brigitte Daudet), Gaylord Cavallaro (Masterson), John Salew (Finance Minister), Pat Clavin (Franz Mayer)

## The Anaya
- Prima televisiva: 7 dicembre 1956

### Trama
- Guest star: Eddie Byrne (sergente Quinn), Christopher Lee (El Abba), Anna Gerber (Miriam), Peter Swanwick (colonnello), John Harvey (capitano Janvier), Paul Homer (El Hakim)

## The Sword of Truth
- Prima televisiva: 14 dicembre 1956

### Trama
- Guest star: Allan Cuthbertson (capitano de Suresne), Robert Brown (sergente Boucher), Carl Duering (Willems), Alfred Burke (caporale Lescaux), Stephen Gray (sergente Maury)

## A Matter of Honour
- Prima televisiva: 21 dicembre 1956

### Trama
- Guest star: Stephen Murray (Grosjean), Lionel Jeffries (comandante), Robert Cawdron (Boileau), Ewen Solon (Coustaud), John Chandos (Commissioner), Victor Baring (Jo Polo), Oscar Quitak (Delly)

## The Debt
- Prima televisiva: 28 dicembre 1956

### Trama
- Guest star: Anthony Dawson (capitano Pierre Cordier), Peter Wyngarde (Lt., Charles Designe), André Mikhelson (Fort Commandant), Walter Hudd (maggiore Gautier), Angela Krefeld (Denise), Charles Stapley (sergente-Major)

## The White Kepi
- Prima televisiva: 4 gennaio 1957

### Trama
- Guest star: Eddie Byrne (sergente Weller), Lee Patterson (Lgnre. Reese), Alec Mango (capitano Gary), Lisa Gastoni (Jacqueline), Michael Mellinger (Ballard), Stanley Zevic (Thiebault), Guy Deghy (Kunz)

## The Testimonial of a Soldier
- Prima televisiva: 11 gennaio 1957

### Trama
- Guest star: Martin Benson (Kassar), Nigel Stock (Geist), Richard Pasco (tenente Mauriac), Fred Kitchen Jr. (colonnello Pinaud), Alfred Burke (maggiore Lebeque), Peter Macarte (Arab stall keeper)

## A Pony for Joe Crazy Horse
- Prima televisiva: 18 gennaio 1957

### Trama
- Guest star: Martin Benson (Legionnaire Crazy Horse), Lionel Jeffries (sergente Le Boule), Edward Cast (capitano Dupont), Norman Rossington (Legionnaire Tete de Bras), Edward Evans (Garrison Commandant), John Schlesinger (caporale Schneider)

## The Conquering Hero
- Prima televisiva: 25 gennaio 1957

### Trama
- Guest star: Anthony Newley (Legionnaire Horatio Smith), Adrienne Corri (Gabrielle), Walter Rilla (Marchand), Patrick Troughton (Nadeau), Gertan Klauber (Schiller), George Pravda (capitano LeClerc), Stanley Van Beers (colonnello)

## As We Forgive
- Prima televisiva: 1º febbraio 1957

### Trama
- Guest star: Peter Arne (padre Prousteau), Christopher Lee (Rodin the Gardener), Andree Melly (Denise), John Dearth (dottore), John Miller (Balmain, a Gendarme), Victor Brooks (Gendarme Sergeant)

## The Richest Man in the Legion
- Prima televisiva: 8 febbraio 1957

### Trama
- Guest star: Roger Moore (Legionnaire Paul Harding), Peter Dyneley (Richard Harding), Wensley Pithey (capitano Mercier), Michael Mellinger (The Guide), Lucette Marimar (Jackie), Della Voss (Marion)

## The Deserter
- Prima televisiva: 15 febbraio 1957

### Trama
- Guest star: Patrick Allen (Mike O'Shea), Andre Charisse (Abdul Rahim), Frederick Schiller (sergente Schmidt), Robert Arden (Canada), Fred Goddard (Aussie), Lee Montague (Mahmoud)

## The Coward
- Prima televisiva: 22 febbraio 1957

### Trama
- Guest star: Patrick McGoohan (capitano Valadon), George Coulouris (Sultan Ahmed Bey), Roger Delgado (tenente Lachaise), Henri Vidon (colonnello Pradier), Donald Pleasence (comandante), John Welsh (Minister of Colonies)

## Mixed Blood
- Prima televisiva: 1º marzo 1957

### Trama
- Guest star: Martin Benson (Novac), Richard Johnson (tenente Guillaume), Ferdy Mayne (Ben Rahim), Philip Leaver (Haroun), Arthur Gomez (comandante), John Bailey (Hussein), David Saire (Achmed)

## The White Witch of Makala
- Prima televisiva: 8 marzo 1957

### Trama
- Guest star: Dennis Price (maggiore Louis de la Tour), Betty McDowall (Jeanne de la Tour), Bruce Beeby (capitano Henri Bardot), Connie Smith (Man'Emi), John Harrison (M'Dongo), Thomas Baptiste (Bolo)

## The Volunteer
- Prima televisiva: 15 marzo 1957

### Trama
- Guest star: André Morell (colonnello Laurent), Leo McKern (sergente Campeau), Harold Kasket (El Kebir), Roland Brand (Morgan), Seymour Green (capitano LeClerc), Charles Stapley (sergente Le Jean), Tom Bowan (sergente Arnault)